# 王北星
王北星（1985年3月10日—），中国速度滑冰运动员。2008年世界杯柏林站在500米两次争夺中分别夺取金牌和银牌，世界杯荷兰海伦芬站500米银牌。
2007年亞洲冬季運動會500米、1000米金牌，世界杯海伦芬站500米冠军，速度滑冰世锦赛女子500米金牌；2006年冬季奥运会500米第七名；2005年世界杯美国站500米冠军，单项世锦赛500米季军，第十届全国运动会短距离全能亚军；2003年全国速度滑冰单项锦标赛女子500米冠军，自2003年开始一直在加拿大训练。2010年冬奥会上获500米铜牌。

## 外部連結
- 王北星数据及个人简介|国际滑联官网|英文
- 王北星个人最好成绩及获奖记录|speedskatingResults.com|英文 （页面存档备份，存于）
- 王北星数据|Jakub Majerski速滑数据库|英文 （页面存档备份，存于）